# Draadmand

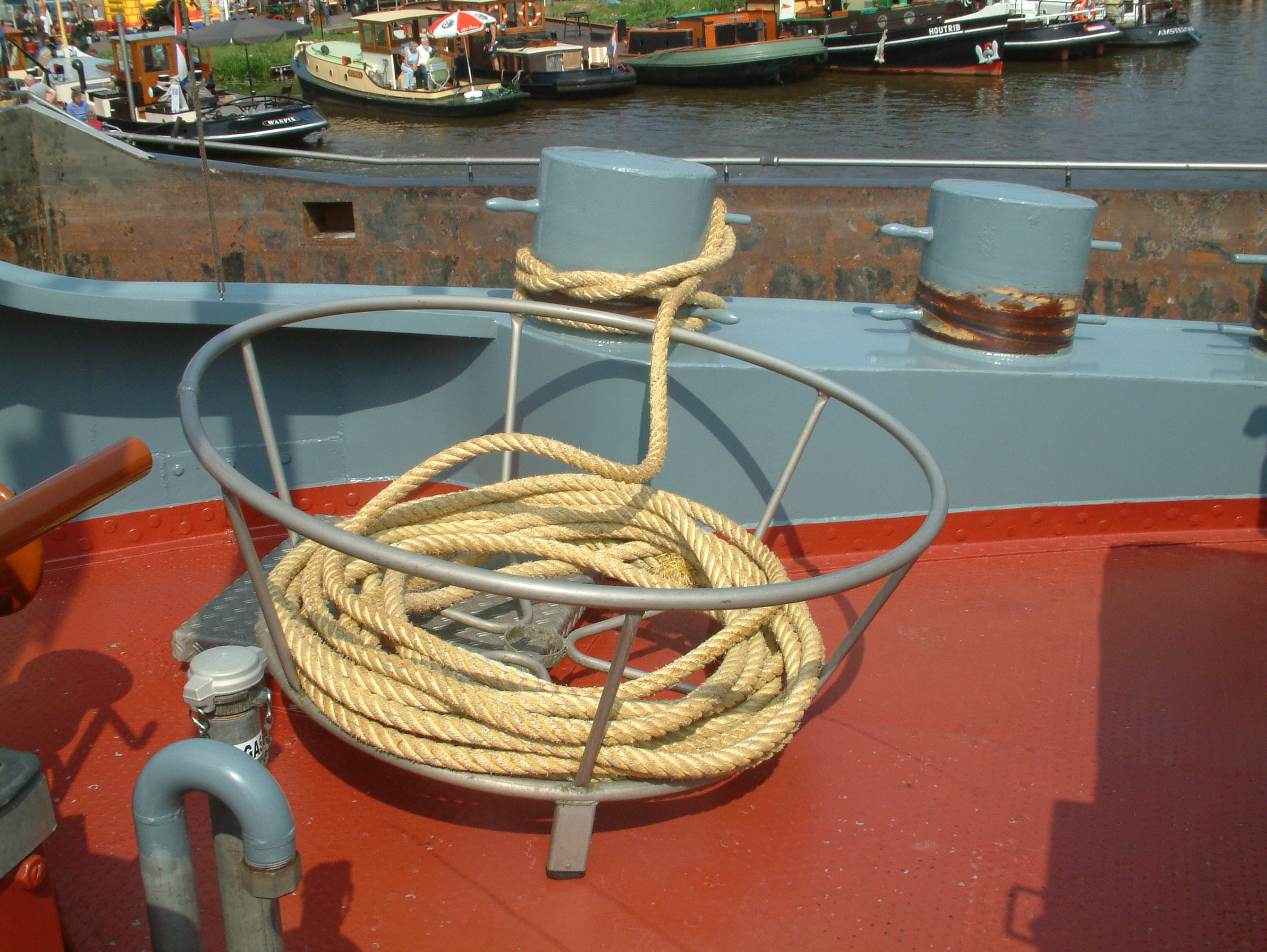
Draadmand op het voordek van een binnenschip

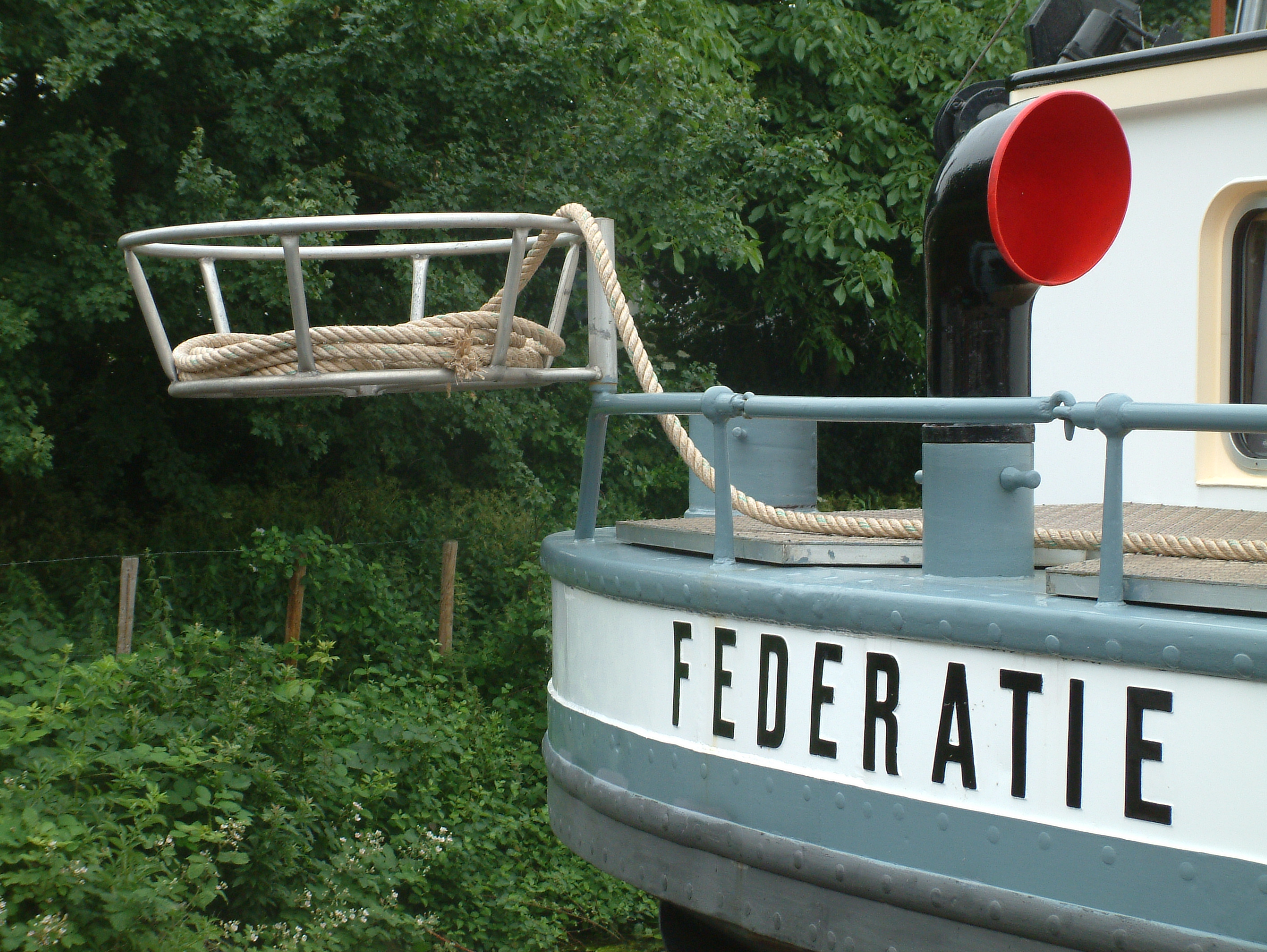
Draadmand op het achterdek van een binnenschip. De slimme oplossing is hier dat ruimte op het dek wordt vrijgehouden door de korf bij gebruik buitenboord te draaien

Een draadmand is een korf waarin de staaldraden of touwen aan dek van binnenschepen worden opgeschoten. De functie is het voorkomen van kinken bij het uitvieren, en het daardoor verhogen van de veiligheid bij het gebruik. 
Bij de sleepschepen van vroeger gebruikte men staaldraden voor het slepen en waren het grote korven, die vaak op de scheepsluiken werden gezet. Met de opkomst van kunststof touwen en het sterk afnemen van de binnensleepvaart ziet men meestal de korf veel kleiner. 
Ten onrechte worden ze in de pleziervaart weinig gebruikt. 